# Discographie de Morning Musume
Cette page répertorie les albums et singles physiques, les vidéos (VHS, DVD...), et les albums de photos (photobooks) qu'a sorti le groupe japonais Morning Musume. Ceux sortis en 2014 ont en fait été attribués à « Morning Musume '14 », ceux sortis en 2015 à « Morning Musume '15 », ceux sortis en 2016 à « Morning Musume '16 » et ainsi de suite...

## Singles

### Groupe
Indépendant
0. 3 novembre 1997 : Ai no Tane
Major
1. 28 janvier 1998 : Morning Coffee (format 8 cm ; no 6 à l'Oricon ; 15e single le plus vendu du groupe)
2. 27 mai 1998 : Summer Night Town (format 8 cm ; no 4 à l'Oricon ; 10e single le plus vendu ; 1er single avec la 2e génération Kei Yasuda, Mari Yaguchi, Sayaka Ichii)
3. 9 septembre 1998 : Daite Hold On Me! (format 8 cm ; no 1 à l'Oricon ; 8e single le plus vendu)
4. 10 février 1999 : Memory Seishun no Hikari (format 8 cm ; no 2 à l'Oricon ; 11e single le plus vendu ; dernier single avec Asuka Fukuda)
5. 12 mai 1999 : Manatsu no Kōsen (format 8 cm ; no 3 à l'Oricon ; 13e single le plus vendu)
6. 14 juillet 1999 : Furusato (format 8 cm ; no 5 à l'Oricon)
7. 9 septembre 1999 : Love Machine (format 8 cm ; no 1 à l'Oricon ; 1er single le plus vendu ; 1er single avec la 3e génération Maki Goto ; dernier single avec Aya Ishiguro)
8. 26 janvier 2000 : Koi no Dance Site (format 8 cm ; no 2 à l'Oricon ; 2e single le plus vendu)
9. 17 mai 2000 : Happy Summer Wedding (no 1 à l'Oricon ; 3e single le plus vendu ; 1er single avec la 4e génération Rika Ishikawa, Hitomi Yoshizawa, Nozomi Tsuji, Ai Kago ; dernier single avec Sayaka Ichii)
10. 6 septembre 2000 : I Wish (no 1 à l'Oricon ; 6e single le plus vendu)
11. 13 décembre 2000 : Renai Revolution 21 (no 2 à l'Oricon ; 4e single le plus vendu ; dernier single avec Yuko Nakazawa)
12. 25 juillet 2001 : The Peace! (no 1 à l'Oricon ; 5e single le plus vendu)
13. 31 octobre 2001 : Mr. Moonlight ~Ai no Big Band~ (no 1 à l'Oricon ; 1er single avec la 5e génération Ai Takahashi, Asami Konno, Makoto Ogawa, Risa Niigaki)
14. 20 février 2002 : Sōda! We're Alive (no 1 à l'Oricon ; 9e single le plus vendu)
15. 24 juillet 2002 : Do it! Now (no 3 à l'Oricon ; 12e single le plus vendu ; dernier single avec Maki Goto)
16. 30 octobre 2002 : Koko ni Iruzee! (no 1 à l'Oricon ; 14e single le plus vendu)
17. 19 février 2003: Morning Musume no Hyokkori Hyōtanjima (no 4 à l'Oricon)
18. 23 avril 2003 : As For One Day (no 1 à l'Oricon ; dernier single avec Kei Yasuda)
19. 30 juillet 2003 : Shabondama (no 2 à l'Oricon ; 1er single avec la 6e génération Miki Fujimoto, Eri Kamei, Sayumi Michishige, Reina Tanaka)
20. 6 novembre 2003 : Go Girl ~Koi no Victory~ (no 4 à l'Oricon)
21. 21 janvier 2004 : Ai Araba It's All Right (no 2 à l'Oricon ; dernier single avec Natsumi Abe)
22. 12 mai 2004 : Roman ~My Dear Boy~ (no 4 à l'Oricon)
23. 22 juillet 2004 : Joshi Kashimashi Monogatari (no 3 à l'Oricon ; dernier single avec Nozomi Tsuji et Ai Kago)
24. 3 novembre 2004 : Namida ga Tomaranai Hōkago (no 4 à l'Oricon)
25. 19 janvier 2005 : The Manpower! (no 4 à l'Oricon ; dernier single avec kaori Iida)
  - 2 mars 2005 : Morning Coffee (ré-édition au format 12 cm)
  - 2 mars 2005 : Summer Night Town (ré-édition au format 12 cm)
  - 2 mars 2005 : Daite Hold On Me! (ré-édition au format 12 cm)
  - 2 mars 2005 : Memory Seishun no Hikari (ré-édition au format 12 cm)
  - 2 mars 2005 : Manatsu no Kōsen (ré-édition au format 12 cm)
  - 2 mars 2005 : Furusato (ré-édition au format 12 cm)
  - 2 mars 2005 : Love Machine (ré-édition au format 12 cm)
  - 2 mars 2005 : Koi no Dance Site (ré-édition au format 12 cm)
26. 27 avril 2005 : Osaka Koi no Uta (no 2 à l'Oricon ; dernier single avec Mari Yaguchi & Rika Ishikawa)
27. 27 juillet 2005 : Iroppoi Jirettai (no 4 à l'Oricon ; 1er single avec la 7e génération Koharu Kusumi)
28. 9 nov. 2005: Chokkan 2 ~Nogashita Sakana wa Ōkiizo!~ (no 4 à l'Oricon)
29. 15 mars 2006 : Sexy Boy ~Soyokaze ni Yorisotte~ (no 4 à l'Oricon)
30. 21 juin 2006 : Ambitious! Yashinteki de Ii Jan (no 4 à l'Oricon ; dernier single avec Asami Konno et Makoto Ogawa)
31. 8 novembre 2006 : Aruiteru (no 1 à l'Oricon)
32. 14 février 2007 : Egao Yes Nude (no 4 à l'Oricon ; 1er single avec la 8e génération Aika Mitsui)
33. 25 avril 2007 : Kanashimi Twilight (no 2 à l'Oricon ; dernier singe avec Hitomi Yoshizawa et Miki Fujimoto)
34. 25 juillet 2007 : Onna ni Sachi Are (no 2 à l'Oricon ; 1er single de la 8e génération Junjun, Linlin)
35. 21 novembre 2007 : Mikan (no 6 à l'Oricon)
36. 16 avril 2008 : Resonant Blue (no 3 à l'Oricon)
37. 24 septembre 2008 : Pepper Keibu (no 3 à l'Oricon)
38. 18 février 2009 : Naichau Kamo (no 3 à l'Oricon)
39. 13 mai 2009 : Shōganai Yume Oibito (no 1 à l'Oricon)
40. 12 août 2009 : Nanchatte Ren'ai (no 2 à l'Oricon)
41. 28 octobre 2009 : Kimagure Princess (no 4 à l'Oricon ; dernier single avec koharu Kusumi)
42. 10 février 2010 : Onna ga Medatte Naze Ikenai (no 5 à l'Oricon)
43. 9 juin 2010 : Seishun Collection (no 3 à l'Oricon)
44. 17 novembre 2010 : Onna to Otoko no Lullaby Game (no 6 à l'Oricon ; dernier single avec Eri Kamei, Junjun et Linlin)
45. 6 avril 2011 : Maji Desu ka Ska! (no 5 à l'Oricon ; 1er single avec la 9e génération Mizuki Fukumura, Erina Ikuta, Riho Sayashi, Kanon Suzuki)
46. 18 mai 2011 : Only You (no 4 à l'Oricon)
47. 14 septembre 2011 : Kono Chikyū no Heiwa wo Honki de Negatterun da yo! (no 2 à l'Oricon ; dernier single avec Ai Takahashi)
48. 25 janvier 2012 : Pyoco Pyoco Ultra (no 3 à l'Oricon ; 1er single avec la 10e génération Haruna Iikubo, Ayumi Ishida, Masaki Satō, Haruka Kudō)
49. 11 avril 2012 : Ren'ai Hunter (no 3 à l'Oricon ; dernier single avec Risa Niigaki et Aika Mitsui)
50. 4 juillet 2012 : One, Two, Three / The Matenrō Show (no 3 à l'Oricon)
51. 10 octobre 2012 : Wakuteka Take a Chance (no 3 à l'Oricon)
52. 23 janvier 2013 : Help Me!! (no 1 à l'Oricon ; 1re single avec la 11e génération Sakura Oda)
53. 17 avril 2013 : Brainstorming / Kimi Sae Ireba Nani mo Iranai (no 1 à l'Oricon ; dernier single avec Reina Tanaka)
54. 28 août 2013 : Wagamama Ki no Mama Ai no Joke / Ai no Gundan (no 1 à l'Oricon)
55. 29 janvier 2014 : Egao no Kimi wa Taiyou sa / Kimi no Kawari wa Iyashinai / What is Love? (no 1 à l'Oricon)
56. 16 avril 2014 : Toki wo Koe Sora wo Koe / Password is 0 (no 1 à l'Oricon)
57. 15 octobre 2014 : Tiki Bun / Shabadabadō / Mikaeri Bijin (no 2 à l'Oricon ; Dernier single avec Sayumi Michishige)
58. 15 avril 2015 : Seishun Kozō ga Naiteiru / Yūgure wa Ameagari / Ima Koko Kara (no 2 à l'Oricon ; 1er single avec la 12e génération Haruna Ogata, Miki Nonaka, Maria Makino, Akane Haga)
59. 19 août 2015 : Oh My Wish! / Sukatto My Heart / Ima Sugu Tobikomu Yūki (no 2 à l'Oricon)
60. 29 décembre 2015 : Tsumetai Kaze to Kataomoi / Endless Sky / One and Only (no 1 à l'Oricon ; Dernier single avec Riho Sayashi)
61. 11 mai 2016 : Utakata Saturday Night! / The Vision / Tokyo to Iu Katasumi (no 2 à l'Oricon ; Dernier single avec Kanon Suzuki)
62. 23 novembre 2016 : Sexy Cat no Enzetsu / Mukidashi de Mukiatte / Sō ja nai
63. 8 mars 2017 : Brand New Morning / Jealousy Jealousy  (1er single avec la 13e génération Kaede Kaga, Reina Yokoyama)
64. 4 octobre 2017 : Jama Shinaide Here We Go! / Dokyū no Go Sign / Wakaindashi! (1er single avec la 14e génération Chisaki Morito ; dernier single avec Haruka Kudo)
  - 30 novembre 2017 : Gosenfu no Tasuki (Single digital, dernier single avec Kudō)
  - 28 janvier 2018 : Hana ga Saku Taiyō Abite (Single digital)
65. 13 juin 2018 : Are You Happy? / A Gonna (dernier single avec Haruna Ogata)
66. 24 octobre 2018 : Furari Ginza / Jiyū na Kuni Dakara (dernier single avec Haruna Iikubo)
67. 12 juin 2019 : Jinsei Blues / Seishun Night
68. 22 janvier 2020 : KOKORO & KARADA / LOVEpedia / Ningen Kankei No Way Way (1er single avec la 15e génération Rio Kitagawa, Homare Okamura, Mei Yamazaki)
69. 16 décembre 2020 : Junjō Evidence / Gyū Saretai Dake Na No Ni
70. 8 décembre 2021 : Teenage Solution / Yoshi Yoshi Shite Hoshii no / Beat no Wakusei (dernier single avec Masaki Satō)
71. 8 juin 2022 : Chu Chu Chu Bokura no Mirai / Dai Jinsei Never Been Better! / I WISH (dernier single avec Chisaki Morito)
72. 21 décembre 2022 : Swing Swing Paradise / Happy birthday to Me! (1er single avec la 16e génération Rio Sakurai ; dernier single avec Kaede Kaga)
73. 25 octobre 2023 : Suggoi FEVER! / Wake-up Call~Mezameru Toki~ / Neverending Shine (1er single avec la 17e génération Haruka Inoue, Ako Yumigeta ; dernier single avec Mizuki Fukumura)
74. 14 août 2024 : Nandaka Sentimental na Toki no Uta / SaiKIYOU (dernier single avec Ayumi Ishida)

### Collaborations
1. 26 juin 2002 : Morning Musume Single Medley ~Hawaiian~ (モーニング娘。シングルメドレー～ハワイアン～?)(par "Takagi Boo to Morning Musume, Coconuts Musume, Miki Fujimoto, Rika Ishii")
2. 16 novembre 2011 : Busu ni Naranai Tetsugaku (ブスにならない哲学?) (par Hello! Project Mobekimasu)

### Sous-groupes
Singles
- Morning Musume。Otome Gumi

1. 18 septembre 2003 : Ai no Sono ~Touch My Heart!~ (愛の園～Touch My Heart!～?)
2. 25 février 2004 : Yūjō ~Kokoro no Busu ni wa Naranee!~ (友情～心のブスにはならねぇ!～?)

- Morning Musume。Sakura Gumi

1. 18 septembre 2003 : Hare Ame Nochi Suki (晴れ　雨　のち　スキ?)
2. 25 février 2004 : Sakura Mankai (さくら満開?)

- Morning Musume。Tanjō 10nen Kinentai

1. 24 janvier 2007 : Bokura ga Ikiru My Asia (僕らが生きる MY ASIA?)
2. 8 août 2007 : Itoshiki Tomo e (愛しき悪友へ?)

- Muten Musume。(Morning Musume。)

1. 27 octobre 2010 : Appare Kaiten Zushi! (あっぱれ回転ずし!?)

- Morning Musume 20th

1. 3 novembre 2017 : Ai no Tane (20th Anniversary Ver.) (愛の種 ...?)
2. 28 janvier 2018 : Morning Coffee (20th Anniversary Ver.) (モーニングコーヒー...?)

Chansons
- Pocky Girls

1. 2002 : Yes! Pocky Girls (YES! POCKY GIRLS?)

- Venus Mousse

1. 2002 : Megami ~Mousse na Yasashisa~ (女神～Mousseな優しさ～?)

- Afternoon Musume

1. 2010 : Afternoon Coffee (アフタヌーンコーヒー?)

## Albums

### Studio
Albums originaux
1. 8 juillet 1998 : First Time (ファーストタイム?) (no 4 à l'Oricon ; 5e album le plus vendu du groupe)
2. 28 juillet 1999 : Second Morning (セカンドモーニング?) (no 3 à l'Oricon ; 4e album le plus vendu)
3. 29 mars 2000 : 3rd -Love Paradise- (3rd -LOVEパラダイス-?) (no 2 à l'Oricon ; 2e album le plus vendu)
4. 27 mars 2002 : 4th Ikimasshoi! (4th「いきまっしょい!」?) (no 1 à l'Oricon ; 3e album le plus vendu)
5. 26 mars 2003 : No.5 (no 1 à l'Oricon ; 7e album le plus vendu)
6. 8 décembre 2004 : Ai no Dai 6 Kan (愛の第6感?) (no 7 à l'Oricon ; 8e album le plus vendu)
7. 15 février 2006 : Rainbow 7 (レインボー7?) (no 7 à l'Oricon ; 10e album le plus vendu)
8. 21 mars 2007 : Sexy 8 Beat (SEXY 8 BEAT?) (no 7 à l'Oricon ; 11e album le plus vendu)
9. 18 mars 2009 : Platinum 9 Disc (プラチナ 9 DISC?) (no 13 à l'Oricon)
10. 17 mars 2010 : 10 My Me (⑩ MY ME?) (no 9 à l'Oricon)
11. 1er décembre 2010 : Fantasy! Jūichi (Fantasy! 拾壱?) (no 16 à l'Oricon)
12. 12 octobre 2011 : 12, Smart (12,スマート?) (no 8 à l'Oricon)
13. 12 septembre 2012 : 13 Colorful Character (⑬カラフルキャラクター?) (no 6 à l'Oricon)
14. 29 octobre 2014 : 14 Shō ~The Message~ (14章～The message～?) (par Morning Musume '14 ; no 7 à l'Oricon)
15. 6 décembre 2017 : 15 Thank you, too (⑮ Thank you, too?) (par Morning Musume '17)
16. 31 mars 2021 : 16th ~That's J-POP~ (16th ~That's J-POP~?) (par Morning Musume '21)
17. 27 novembre 2024 : Professionals-17th (Professionals-17th?) (par Morning Musume '24)

Mini-albums
1. 13 décembre 2006 : 7.5 Fuyu Fuyu Morning Musume Mini! (7.5冬冬モーニング娘。ミニ!?) (no 14 à l'Oricon)

Album de reprises
1. 26 novembre 2008 : Cover You (COVER YOU?) (no 27 à l'Oricon)

### Compilations
1. 31 janvier 2001 : Best! Morning Musume 1 (ベスト! モーニング娘。1?) (no 1 à l'Oricon ; 1er album le plus vendu du groupe)
2. 31 mars 2004 : Best! Morning Musume 2 (ベスト! モーニング娘。2?) (no 4 à l'Oricon ; 6e album le plus vendu)
3. 24 octobre 2007 : Morning Musume All Singles Complete (モーニング娘。 ALL SINGLES COMPLETE...?) (no 6 ; 9e le plus vendu)
4. 7 octobre 2009 : Morning Musume Zen Single Coupling Collection (モーニング娘。全シングル カップリングコレクション?) (no 9)
5. 25 septembre 2013 : The Best! ~Updated Morning Musume~ (The Best！～Updated モーニング娘。～?) (no 6 à l'Oricon)
6. 12 mars 2014 : Morning Musume '14 Coupling Collection 2 (モーニング娘。'14 カップリングコレクション2?) (par Morning Musume '14 ; no 15)
7. 20 mars 2019 : Best! Morning Musume 20th Anniversary (ベスト！モーニング娘。20th Anniversary?) (par Morning Musume '19)

Editions limitées
1. 2 juin 2010 : Morning Musume Best of Singles (Japan Expo Limited Edition)
2. 5 octobre 2014 : One Two Three to Zero (Morning Musume '14 Live Concert in New York Commemorative Album)

### Autres
Bandes originales de film
1. 30 sept. 1998 : Morning Cop - Daite Hold On Me! (モーニング刑事。抱いてHOLD ON ME!?) (no 18 à l'Oricon)
2. 5 juillet 2000 : Pinch Runner Original Soundtrack (ピンチランナー...?) (no 16 à l'Oricon)
3. 14 février 2003 : Koinu Dan no Monogatari Original Soundtrack (仔犬ダンの物語...?) (no 56 à l'Oricon)

Comédies musicales
1. 1er août 2001 : Morning Musume no Musical "Love Century -Yume wa Minakerya Hajimaranai-" (モーニング娘。のミュージカル「LOVEセンチュリー -夢はみなけりゃ始まらない-」?) (no 6 à l'Oricon)
2. 17 juillet 2002 : Morning Musume no Musical : Morning Town (モーニング娘。のミュージカル　モーニング・タウン?) (no 19 à l'Oricon)
3. 2 juillet 2003 : Morning Musume no Musical : Edokko Chushingura (モーニング娘。主演ミュージカル 江戸っ娘。忠臣蔵?) (no 53)
4. 26 juillet 2006 : "Ribbon no Kishi the Musical" Song Selection (「リボンの騎士 ザ・ミュージカル」ソング・セレクションモーニング娘。?)
5. 8 août 2008 : Cinderella the Musical (シンデレラ The ミュージカル?)
6. 15 septembre 2010 : Fashionable (ファッショナブル?)
7. 6 août 2014 : Engeki Joshi-bu "Lilium -Lilium Shôjo Junketsu Kageki-" Original Soundtrack (演劇女子部 ミュージカル「LILIUM-リリウム 少女純潔歌劇-」オリジナルサウンドトラック?) (par Morning Musume '14 x S/mileage)
8. 15 juillet 2015 : Engeki Joshi-bu Musical "Triangle" Original Soundtrack (演劇女子部 ミュージカル「TRIANGLE-トライアングル-」オリジナルサウンドトラック?) (par Morning Musume '15)
9. 13 juillet 2016 : Engeki Joshibu "Zoku 11nin Iru! Higashi no Chihei, Nishi no Towa" Original Soundtrack (演劇女子部「続・11人いる！東の地平・西の永遠」オリジナルサウンドトラック?) (par Morning Musume '16 x Tsubaki Factory)
10. 12 juillet 2017 : Engeki Joshibu "Pharaoh no Haka" Original Soundtrack (演劇女子部「ファラオの墓」オリジナルサウンドトラック?) (par Morning Musume '17)
11. 11 juillet 2018 : Engeki Joshibu "Pharaoh no Haka ~Hebi Ou Sneferu~" Original Soundtrack (演劇女子部「ファラオの墓～蛇王・スネフェル～」オリジナルサウンドトラック?) (par Morning Musume '18)

Coffrets
1. 2000 : Fc Special CD (Coffret de 10 mini-singles inédits réservé au fan club)
2. 15 décembre 2004 : Morning Musume Early Single Box (モーニング娘。EARLY SINGLE BOX?) (Coffret de singles ré-édités ; no 27)

Collaborations
1. 10 juillet 2002 : Hawaiian de Kiku Morning Musume Single Collection (ハワイアンで聴くモーニング娘。シングルコレクション?) (par "Takagi Boo to Morning Musume, Coconuts Musume, Fujimoto Miki, Ishii Rika" ; no 27 à l'Oricon)
2. 30 octobre 2002 : Club Hello! Trance Remix (remixes ; no 6 à l'Oricon)
3. 20 avril 2011 : Dreams 1 (ドリムス。①?) (par Dream Morning Musume ; no 10 à l'Oricon)
4. 7 février 2018 : Hatachi no Morning Musume (二十歳のモーニング娘。?) (par Morning Musume 20th)

## DVD et VHS

### En concert
1. Hello! First Live at Shibuya Kohkaido (12 décembre 1998)
2. Morning Musume Memory Seishun no Hikari (30 juin 1999) (graduation de Asuka Fukuda)
3. Morning Musume Live Hatsu no Budokan ~Dancing Love Site 2000 Haru~ (30 août 2000) (graduation de Sayaka Ichii)
4. Morning Musume Live Revolution 21 Haru (27 juin 2001) (graduation de Yūko Nakazawa)
5. Green Live (5 septembre 2001)
6. Morning Musume Concert Tour 2002 Haru "Love Is Alive" at Saitama Super Arena (31 juillet 2002)
7. Morning Musume Love is Alive! 2002 Natsu at Yokohama Arena (20 novembre 2002) (graduation de Maki Goto)
8. Morning Musume Concert Tour 2003 Haru "Non Stop!" (25 juin 2003) (graduation de Kei Yasuda)
9. Morning Musume Concert Tour 2003 "15nin de Non Stop!" (26 décembre 2003)
10. Morning Musume Concert Tour 2004 Haru The Best of Japan (14 juillet 2004)
11. Morning Musume Concert Tour 2004 "The Best of Japan Natsu ~ Aki '04" (8 décembre 2004)
12. Morning Musume Concert Tour 2005 Haru ~Dai 6 Kan Hit Mankai~ (6 juillet 2005) (graduation de Rika Ishikawa)
13. Morning Musume Concert Tour 2005 Natsu Aki "Baribari Kyōshitsu ~Koharu Chan Irasshai!~" (14 décembre 2005)
14. Morning Musume Concert Tour 2006 Spring ~Rainbow Seven~ (19 juillet 2006)
15. Morning Musume Concert Tour 2006 Aki ~Odore! Morning Curry~ (27 décembre 2006)
16. Morning Musume Concert Tour 2007 Spring ~Sexy 8 Beat~ (4 juillet 2007) (graduation de Hitomi Yoshizawa)
17. Morning Musume Concert Tour 2007 Aki ~Bon Kyu! Bon Kyu! Bomb~ (14 février 2008)
18. Morning Musume Concert Tour 2008 Haru ~Single Daizenshū~ (30 juillet 2008)
19. Morning Musume Concert Tour 2008 Aki ~Resonant Live~ (28 janvier 2009)
20. Morning Musume Concert Tour 2009 Spring ~ Platinum 9 Disco ~ (15 juillet 2009)
21. Morning Musume Concert Tour 2009 Yomiuri ~Land East Live~ (20 janvier 2010)
22. Morning Musume Concert Tour 2009 Aki ~ Nine Smile ~ (24 février 2010) (graduation de Koharu Kusumi)
23. Morning Musume Concert Tour 2010 Haru ~Pikappika!~ (14 juillet 2010)
24. Morning Musume Concert Tour 2010 Aki ~Rival Survival~ (23 février 2011) (graduation de Eri Kamei, JunJun et LinLin)
25. Morning Musume Concert Tour 2011 Haru : Sin Sōseiki Fantasy DX ~9-Ki Men wo Mukaete~ (27 juillet 2011)
26. Morning Musume Concert Tour 2011 Aki : Ai Believe ~Takahashi Ai Sotsugyō Special~ (28 décembre 2011) (graduation d'Ai Takahashi)
27. Morning Musume Concert Tour 2012 Haru Ultra Smart ~Niigaki Risa Mitsui Aika Sotsugyō Special~ (29 août 2012) (graduation de Risa Niigaki et Aika Mitsui)
28. Morning Musume Tanjō 15 Shūnen Kinen Concert Tour 2012 Aki ~Colorful Character~ (13 mars 2013)
29. Morning Musume Concert Tour 2013 Haru Michishige☆Eleven SOUL ~Tanaka Reina Sotsugyō Kinen Special~ (4 septembre 2013 )(graduation de Reina Tanaka)
30. Morning Musume Concert Tour 2013 Aki ~CHANCE!~ (26 mars 2014)
31. Morning Musume '14 Concert Tour 2014 Haru ~Evolution~ (10 septembre 2014)
32. Morning Musume '14 Concert Tour Aki Give me More Love ~Michishige Sayumi Sotsugyō Kinen Special~ (11 février 2015) (graduation de Sayumi Michishige)
33. Morning Musume '15 Concert Tour Haru ~GRADATION~ (2 septembre 2015)
34. Morning Musume '15 Concert Tour Aki ~PRISM~ (23 mars 2016)
35. Morning Musume '16 Concert Tour Haru ~EMOTION in MOTION~ Suzuki Kanon Sotsugyō Special (7 septembre 2016) (graduation de Kanon Suzuki)
36. Morning Musume '16 Concert Tour Aki ~MY VISION~ (29 mars 2017)
37. Morning Musume '17 Concert Tour Haru ~THE INSPIRATION~ (20 septembre 2017)
38. Morning Musume Tanjou 20 Shūnen Kinen Concert Tour 2017 Aki ~We are MORNING MUSUME~ Kudō Haruka Sotsugyō Special (11 avril 2018) (graduation de Haruka Kudō)
39. Morning Musume Tanjou 20 Shūnen Kinen Concert Tour 2018 Haru ~We are MORNING MUSUME~ Ogata Haruna Sotsugyō Special (graduation de Haruna Ogata)

### Comédies musicales
- 17 octobre 2001 : Morning Musume no Musical "Love Century -Yume wa Minakerya Hajimaranai-" (モーニング娘。のミュージカル｢LOVEセンチュリー -夢はみなけりゃ始まらない-｣?)
- 19 septembre 2002 : Morning Musume no Musical : Morning Town (モーニング娘。のミュージカル モーニング･タウン?)
- 27 août 2003 : Morning Musume no Musical : Edokko Chushingura
- 25 août 2004 : 2004 Musical - Soshite, Jiken wa Taiikukan de Okotta - Help! Acchii Chikyu wo Samasunda
- 29 novembre 2006 : Ribbon no Kishi The Musical (リボンの騎士 ザ・ミュージカル?)
- 3 décembre 2008 : Cinderella the Musical
- 15 septembre 2010 : Fashionable (ファッショナブル?)
- 12 septembre 2012 : Stacy's Shôjo Saisatsu Kageki
- 6 juin 2014 : Lilium ~Shoujo Junketsu Kageki~

### Autres
Making of
- 2000 : Morning Musume in Pinch Runner

Clips
- 18 février 2004 : Best Shot Vol.1
- 8 mai 2004 : Best Shot Vol.2
- 14 septembre 2004 : Best Shot Vol.3
- 4 décembre 2004 : Best Shot Vol.4
- 21 décembre 2011 : Morning Musume All Single MUSIC VIDEO Blu-ray File 2011

Special à Hawaii
- 2003 : Alo Halo! Morning Musume in Hawaî DVD
- 11 juillet 2007 : Alo Halo! 2 Morning Musume DVD
- 24 décembre 2008 : Alo Hello! 3 Hawaï DVD
- 16 juin 2010 : Alo Hello! 4 DVD
- 28 septembre 2011 : Alo Hello! 5 DVD

### Singles V
VHS
1. 14 octobre 1999 : Love Machine
2. 23 février 2000 : Koi no Dance Site
3. 10 avril 2002 : Sōda! We're Alive
4. 26 septembre 2002 : Do it! Now
5. 19 février 2003 : Morning Musume no Hyokkori Hyōtanjima

DVD
1. 10 avril 2002 : Sōda! We're Alive
2. 26 septembre 2002 : Do it! Now
3. 19 février 2003 : Morning Musume no Hyokkori Hyōtanjima
4. 23 avril 2003 : As For One Day
5. 30 juillet 2003 : Shabondama
6. 6 novembre 2003 : Go Girl ~Koi no Victory~
7. 21 janvier 2004 : Ai Araba It's All Right
8. 12 mai 2004 : Roman ~My Dear Boy~
9. 22 juillet 2004 : Joshi Kashimashi Monogatari
10. 3 novembre 2004 : Namida ga Tomaranai Hōkago
11. 19 janvier 2005 : The Manpower!
12. 27 avril 2005 : Osaka Koi no Uta
13. 3 août 2005 : Iroppoi Jirettai
14. 23 nov. 2005: Chokkan 2 - Nogashita Sakana wa Ōkiizo!
15. 29 mars 2006 : Sexy Boy ~Soyokaze ni Yorisotte~
16. 28 juin 2006 : Ambitious! Yashinteki de Ii Jan
17. 15 novembre 2006 : Aruiteru
18. 7 mars 2007 : Egao Yes Nude
19. 1er août 2007 : Onna ni Sachi Are
20. 23 avril 2008 : Resonant Blue
21. 15 octobre 2008 : Pepper Keibu
22. 25 février 2009 : Naichau Kamo
23. 20 mai 2009 : Shōganai Yume Oibito
24. 4 novembre 2009 : Kimagure Princess
25. 24 février 2010 : Onna ga Medatte Naze Ikenai
26. 16 juin 2010 : Seishun Collection
27. 24 novembre 2010 : Onna to Otoko no Lullaby Game
28. 29 juin 2011 : Only You
29. 21 septembre 2011 :  Kono Chikyū no Heiwa wo Honki de Negatterun da yo! / Kare to Issho ni Omise ga Shitai!
30. 1er février 2012 : Pyoco Pyoco Ultra
31. 18 avril 2012 :  Ren'ai Hunter
32. 4 juillet 2012 :  One, Two, Three

Collaborations
1. 24 juillet 2002 : Morning Musume Single Medley ~Hawaiian~ (par "Takagi Boo to Morning Musume, Coconuts Musume, Fujimoto Miki, Ishii Rika")
2. 29 janvier 2003 : Ganbacchae! / Hey! Mirai (par" Morning Musume to Hello! Project Kids + Maki Goto")